# Team高武
Team高武（ちーむこうたけ。テクニカルスポーツ九州、Team高武RSC）は熊本県菊池郡大津町に所在する株式会社アール・エス・シーを母体としたオートバイレーシングチームである。

## 概要
鈴鹿サーキット内に組織されたホンダのレース部門を担当するレーシング・サービス・センター（RSC）の第一期生として2輪と4輪両方のレースに参戦した髙武富久美が設立したホンダ系の有力サテライトチーム。全日本モトクロス選手権、全日本ロードレース選手権に参戦し、若手ライダー育成を推進。モトクロスでは藤秀信、鶴田忍、安井崇、※高柳弘樹・ロードレースでは宇川徹、柳川明、加藤大治郎、玉田誠、中冨伸一、清成龍一、徳留和樹、森脇尚護、高柳弘樹らを輩出した。
また、2輪、4輪通じてメカニックとしても優秀なライダーを育て、F1のメカニックへとスカウトされ転身したライダー※もいた。

## 主なレース活動
- 全日本モトクロス選手権
- 全日本ロードレース選手権
- 鈴鹿8時間耐久ロードレース

## 主な所属ライダー
※過去に所属したライダーを含む
- 藤秀信
- 鶴田忍
- 安井崇
- 宇川徹
- 柳川明
- 加藤大治郎
- 玉田誠
- 中冨伸一
- 清成龍一
- 徳留和樹
- 森脇尚護
- 高柳弘樹